# Princess Lover!
Princess Lover! (プリンセスラバー!, Purinsesu Rabaa!) és una novel·la visual japonesa, sent el primer títol desenvolupat per Ricotta. Va ser llançada en un inici com un videojoc per adults pel PC el 27 de juny del 2008 tant en edicions limitades com regulars, i li va seguir un llançament per a totes les edats per a la PlayStation 2 el 28 de gener del 2010. La jugabilitat en Princess Lover! segueix una trama lineal la qual ofereix escenaris predeterminats i cursos d'interacció, i la seva història se centra en l'atractiu dels quatre personatges femenins principals.

El projecte destaca perquè l'equip de desenvolupament està format per un nombre limitat de membres acreditats. L'escenari del joc va ser proporcionat per Shōta Onoue, que ha treballat anteriorment en títols com ara Tàctiques' Tenshi no Himegodo. La direcció artística i els dissenys de personatges van ser fet per Kei Komori, conegut pel seu treball en diversos títols de dōjin. Més tard, Komori va crear el segon títol de Ricotta Walkure Romanze: Shōjo Kishi Monogatari.